# Luci mie traditrici
 Luci mie traditrici  es una ópera de cámara en dos actos y 8 escenas con música y libreto en italiano de Salvatore Sciarrino, basado libremente en Il tradimento per l’onore, de Giacinto Andrea Cicognini, tragedia en prosa publicada por vez primera en el año 1659. Se inspiraba en la vida del compositor Gesualdo y el asesinato que hizo de su mujer y el amante de ésta. Compuesta entre 1996 y 1998, se estrenó el 19 de mayo de 1998 en el Rokokotheater de Schwetzingen con el título en alemán Die tödliche Blume (La flor mortal).
En las estadísticas de Operabase aparece con seis representaciones en el período 2005-2010, siendo la más representada de Sciarrino.

## Grabaciones
| Año  | Elenco (La Malaspina, Il Malaspina, L’Ospite, Servo)          | Director, Teatro y orquesta          | Sello discográfico                         |
| ---- | ------------------------------------------------------------- | ------------------------------------ | ------------------------------------------ |
| 2000 | Junko Saito, Timothy Sharp, Galina Tchernova, Ralph Heiligtag | Tito Ceccherini, Conjunto Risognanze | CD: Stradivarius STR 33645 (T01) (en vivo) |
| 2002 | Annette Stricker, Otto Katzameier, Kai Wessel, Simon Jaunin   | Beat Furrer, Klangforum Wien         | CD: Kairos 0012222 KAI (en estudio)        |
| 2011 | Nina Tarandek, Christian Miedl, Roland Schneider, Simon Bode  | Marco Angius, Conjunto Algoritmo     | CD: Stradivarius (en vivo)                 |